# Liste der Monuments historiques in Altkirch
Die Liste der Monuments historiques in Altkirch führt die Monuments historiques in der französischen Gemeinde Altkirch auf.

## Liste der Bauwerke
| Bezeichnung           | Beschreibung | Standort                         | Kennzeichnung | Schutzstatus   | Datum | Bild           |
| --------------------- | --- | -------------------------------- | ------------- | -------------- | ----- | -------------- |
| Wohnhaus und Turm     | Wohnhaus, zwischen 1784 und 1831, auf Turmstumpf des 13. Jahrhunderts | 6 rue de la Vieille-Porte (Lage) | PA68000059    | Inscrit        | 2012  | weitere Bilder |
| Hôpital Saint-Morand  | ehemaliges Benediktiner-, später Jesuitenkloster; Hauptgebäude mit Kapelle und zwei Portalen zwischen 1750 und 1756, nach Entwurf von Johann Caspar Bagnato, 1829 zum Hospital umgebaut                                                                                         | 23 rue du 3eme Zouaves (Lage)    | PA00085317    | Inscrit        | 1937  |                |
| Fontaine de la Vierge | 1857 errichtet, Marienskulptur des 15. Jahrhunderts | Place de la République (Lage)    | PA00085316    | Inscrit Classé | 1987  | weitere Bilder |
| Maison du Bailli      | im 16. Jahrhundert erbaut, seit 1952 Musée Sundgauvien | 1 rue de l’Hôtel de Ville (Lage) | PA00085319    | Inscrit        | 1986  |                |
| Kirche St-Morand      | in der Kirche: Sarkophag des heiligen Morandus, kurz nach 1190; Tympanon mit Darstellung des thronenden Christus mit Petrus und Paulus, kurz nach 1190; bei der Kirche: Reste eines Ölbergs, 16. Jahrhundert; Kirchengebäude 1885 nach einem Entwurf von Charles Winkler erbaut | 18 rue de Saint Morand (Lage)    | PA00085315    | Inscrit        | 1937  | weitere Bilder |
| Hôtel de Ville        | bezeichnet 1780 | 5 place de la République (Lage)  | PA00085318    | Inscrit        | 1937  | weitere Bilder |
| Pfarrhaus             | ehemaliger Adelshof, seit 1833 Pfarrhaus; 16. Jahrhundert mit älteren Bauteilen; Bauskulptur am Treppenturm | 5 rue de la Cure (Lage)          | PA00085320    | Inscrit        | 1937  |                |
| Wohnhaus              | Renaissancefenster, bezeichnet 1605 | 16 rue Traversière (Lage)        | PA00085322    | Inscrit        | 1937  | weitere Bilder |
| Vielle Porte          | Stadttor; massives Untergeschoss, 13. oder 14. Jahrhundert, Fachwerkobergeschosse, bezeichnet 1775 | Rue de la Vieille Porte (Lage)   | PA00085323    | Inscrit        | 1937  | weitere Bilder |
| Wohnhaus              | Erker, bezeichnet 1586 | 9 rue Hommaire de Hell (Lage)    | PA00085321    | Inscrit        | 1937  | weitere Bilder |

## Liste der Objekte
| Bezeichnung                                                | Beschreibung                                                                  | Standort                                        | Kennzeichnung | Schutzstatus | Datum | Bild |
| ---------------------------------------------------------- | ----------------------------------------------------------------------------- | ----------------------------------------------- | ------------- | ------------ | ----- | ---- |
| Sarkophag des heiligen Morandus                            | Sandstein, kurz nach 1190, die vier Löwenskulpturen um 1885                   | in der Kirche St-Morand (Lage)                  | PM68000443    | Classé       | 1980  |      |
| Tympanon Thronender Christus mit Petrus und Paulus         | Sandstein, kurz nach 1190                                                     | in der Kirche St-Morand (Lage)                  | PM68000002    | Classé       | 1980  |      |
| Reliquienbüste des heiligen Morandus                       | Kupfer, vergoldet, 1428 von Friedrich IV. von Tirol gestiftet                 | in der Kirche St-Morand (Lage)                  | PM68000526    | Classé       | 1991  |      |
| Vier Skulpturen eines Ölbergs                              | Sandstein, um 1500                                                            | in der Kirche Notre-Dame-de-l’Assomption (Lage) | PM68000532    | Classé       | 1981  |      |
| Gemälde Martyrium des heiligen Sebastian                   | Ölfarbe auf Leinwand, 1851, vermutlich von Michel Oster                       | in der Kirche Notre-Dame-de-l’Assomption (Lage) | PM68001478    | Inscrit      | 1995  |      |
| Gemälde Der heilige Morandus empfängt den Grafen von Pfirt | Ölfarbe auf Leinwand, 1851, vermutlich von Michel Oster                       | in der Kirche Notre-Dame-de-l’Assomption (Lage) | PM68001479    | Inscrit      | 1995  |      |
| Pietà                                                      | Holz, farbig gefasst, 18. und 19. Jahrhundert                                 | in der Kirche Notre-Dame-de-l’Assomption (Lage) | PM68001487    | Inscrit      | 1995  |      |
| Gemälde Kreuzigung                                         | Ölfarbe auf Leinwand, 1855, von Jean-Jacques Henner nach Pierre Paul Prud’hon | in der Kirche Notre-Dame-de-l’Assomption (Lage) | PM68001480    | Inscrit      | 1995  |      |
| Gemälde Vermählung Mariens                                 | Ölfarbe auf Leinwand, 1851, vermutlich von Michel Oster                       | in der Kirche Notre-Dame-de-l’Assomption (Lage) | PM68001482    | Inscrit      | 1995  |      |
| Gemälde Mariä Himmelfahrt                                  | Ölfarbe auf Leinwand, 1848, von Gustave Dauphin                               | in der Kirche Notre-Dame-de-l’Assomption (Lage) | PM68001484    | Inscrit      | 1995  |      |
| Gemälde Erziehung Mariens                                  | Ölfarbe auf Leinwand, um 1856, vermutlich von Michel Oster                    | in der Kirche Notre-Dame-de-l’Assomption (Lage) | PM68001481    | Inscrit      | 1995  |      |
| Gemälde Dornenkrönung Christi                              | Ölfarbe auf Leinwand, 1852, nach Tizian                                       | in der Kirche Notre-Dame-de-l’Assomption (Lage) | PM68001485    | Inscrit      | 1995  |      |
| Schlußstein                                                | Sandstein, Ende des 15. Jahrhunderts                                          | in der Kirche Notre-Dame-de-l’Assomption (Lage) | PM68001463    | Inscrit      | 1995  |      |
| Gemälde Tod des heiligen Joseph                            | Ölfarbe auf Leinwand, 1851, vermutlich von Michel Oster                       | in der Kirche Notre-Dame-de-l’Assomption (Lage) | PM68001483    | Inscrit      | 1995  |      |
| Gemälde Heiliger Blasius                                   | Ölfarbe auf Leinwand, zweite Hälfte des 18. Jahrhunderts                      | in der Kirche Notre-Dame-de-l’Assomption (Lage) | PM68001486    | Inscrit      | 1995  |      |